# Jiří Novák (tennis)
Pour les articles homonymes, voir Jiri Novak et Novak.
Jiří Novák, né le 22 mars 1975 à Zlín, est un ancien joueur de tennis professionnel tchèque.
Passé professionnel en 1993, il a remporté 7 titres en simple sur le circuit ATP. Il a été classé dans le top 10 durant la saison 2002 et le début de la saison 2003, atteignant son meilleur classement le 21 octobre 2002 lorsqu'il est devenu 5e joueur mondial. Il est le 1er  joueur à avoir battu Rafael Nadal en simple en Coupe Davis. 
Novák est également un excellent joueur de double, remportant 18 titres, souvent associé à David Rikl. Il a en outre disputé la finale à Wimbledon en 2001 avec David Rikl et celle de l'US Open en 2002 avec Radek Štěpánek. Son meilleur classement ATP de double reste une 6e place atteinte le 9 juillet 2001.

## Palmarès

### En double messieurs
| 18 titres en double | 0 G. Chelem | 0 G. Chelem | 0 G. Chelem | 0 G. Chelem | 0 Masters | 0 Masters | 0 Masters   | 0 Masters   | 3 Masters 1000 | 3 Masters 1000 | 3 Masters 1000 | 3 Masters 1000 | 3 ATP 500           | 3 ATP 500           | 3 ATP 500           | 3 ATP 500           | 12 ATP 250          | 12 ATP 250          | 12 ATP 250     | 12 ATP 250     | 0 JO           | 0 JO           | 0 JO           | 0 JO           |
| 18 titres en double | 5 sur dur   | 5 sur dur   | 5 sur dur   | 5 sur dur   | 5 sur dur | 5 sur dur | 0 sur gazon | 0 sur gazon | 0 sur gazon    | 0 sur gazon    | 0 sur gazon    | 0 sur gazon    | 11 sur terre battue | 11 sur terre battue | 11 sur terre battue | 11 sur terre battue | 11 sur terre battue | 11 sur terre battue | 2 sur moquette | 2 sur moquette | 2 sur moquette | 2 sur moquette | 2 sur moquette | 2 sur moquette |

## Parcours dans les tournois duGrand Chelem

### En simple
| Année | Open d'Australie | Open d'Australie | Internationaux de France | Internationaux de France | Wimbledon       | Wimbledon      | US Open         | US Open        |
| ----- | ---------------- | ---------------- | ------------------------ | ------------------------ | --------------- | -------------- | --------------- | -------------- |
| 1995  | —                | —                | —                        | —                        | —               | —              | 1er tour (1/64) | S. Pescosolido |
| 1996  | 1er tour (1/64)  | S. Edberg        | 2e tour (1/32)           | M. Rosset                | 2e tour (1/32)  | J. Stoltenberg | 2e tour (1/32)  | P. Sampras     |
| 1997  | 2e tour (1/32)   | C. Woodruff      | —                        | —                        | 1er tour (1/64) | F. Fetterlein  | 2e tour (1/32)  | S. Draper      |
| 1998  | —                | —                | 1er tour (1/64)          | H. Arazi                 | 1er tour (1/64) | T. Henman      | 1er tour (1/64) | J. Golmard     |
| 1999  | 3e tour (1/16)   | A. Agassi        | 2e tour (1/32)           | T. Henman                | 2e tour (1/32)  | T. Martin      | 1/8 de finale   | S. Doseděl     |
| 2000  | 2e tour (1/32)   | A. Ilie          | 1er tour (1/64)          | J. Stoltenberg           | 1er tour (1/64) | G. Pozzi       | 3e tour (1/16)  | L. Hewitt      |
| 2001  | —                | —                | 3e tour (1/16)           | T. Enqvist               | 2e tour (1/32)  | T. Martin      | 3e tour (1/16)  | T. Haas        |
| 2002  | 1/2 finale       | T. Johansson     | 3e tour (1/16)           | P.-H. Mathieu            | 2e tour (1/32)  | W. Arthurs     | 1/8 de finale   | L. Hewitt      |
| 2003  | 3e tour (1/16)   | M. Youzhny       | 1/8 de finale            | C. Moyà                  | 3e tour (1/16)  | A. Popp        | 3e tour (1/16)  | Y. El Aynaoui  |
| 2004  | 3e tour (1/16)   | A. Pavel         | 2e tour (1/32)           | G. Gaudio                | 1er tour (1/64) | X. Malisse     | 3e tour (1/16)  | A. Agassi      |
| 2005  | —                | —                | 2e tour (1/32)           | F. Mantilla              | 3e tour (1/16)  | M. Mirnyi      | 2e tour (1/32)  | Forfait        |
| 2006  | —                | —                | 1er tour (1/64)          | D. Toursounov            | 1er tour (1/64) | K. Vliegen     | 1/8 de finale   | R. Nadal       |

N.B. : à droite du résultat se trouve le nom de l'ultime adversaire.

### En double
| Année | Open d'Australie          | Open d'Australie       | Internationaux de France    | Internationaux de France    | Wimbledon                  | Wimbledon               | US Open                     | US Open                   |
| ----- | ------------------------- | ---------------------- | --------------------------- | --------------------------- | -------------------------- | ----------------------- | --------------------------- | ------------------------- |
| 1995  | —                         | —                      | —                           | —                           | —                          | —                       | 2e tour (1/16) D. Rikl      | J. Eltingh P. Haarhuis    |
| 1996  | —                         | —                      | 1er tour (1/32) D. Rikl     | S. Stolle J. Stoltenberg    | 2e tour (1/16) D. Rikl     | J.-P. Fleurian G. Raoux | 1er tour (1/32) D. Rikl     | T. Kempers T. Nijssen     |
| 1997  | 2e tour (1/16) C. Suk     | D. Johnson F. Montana  | —                           | —                           | 2e tour (1/16) D. Rikl     | S. Noteboom F. Wibier   | 1/4 de finale D. Rikl       | J. Björkman N. Kulti      |
| 1998  | —                         | —                      | 2e tour (1/16) D. Rikl      | K. Braasch J. Knippschild   | 1er tour (1/32) D. Rikl    | J. Björkman P. Rafter   | 2e tour (1/16) D. Rikl      | L. Bale D. Sapsford       |
| 1999  | 2e tour (1/16) D. Rikl    | I. Kafelnikov D. Vacek | 1/8 de finale D. Rikl       | E. Ferreira R. Leach        | —                          | —                       | 1/8 de finale D. Rikl       | J. Coetzee B. Haygarth    |
| 2000  | 1/4 de finale D. Rikl     | A. O'Brien J. Palmer   | 1/4 de finale D. Rikl       | T. Woodbridge M. Woodforde  | 1/8 de finale D. Rikl      | S. Lareau D. Nestor     | 1er tour (1/32) D. Rikl     | D. Macpherson G. Stafford |
| 2001  | —                         | —                      | 1/8 de finale D. Rikl       | M. Bhupathi L. Paes         | Finale D. Rikl             | D. Johnson J. Palmer    | 1/8 de finale D. Rikl       | W. Black K. Ullyett       |
| 2002  | 2e tour (1/16) D. Rikl    | D. Bowen A. Fisher     | 1er tour (1/32) R. Štěpánek | J. Benneteau A. Di Pasquale | 2e tour (1/16) R. Štěpánek | J.-M. Gambill G. Oliver | Finale R. Štěpánek          | M. Bhupathi M. Mirnyi     |
| 2003  | —                         | —                      | —                           | —                           | 2e tour (1/16) R. Štěpánek | M. Bhupathi M. Mirnyi   | 2e tour (1/16) R. Štěpánek  | N. Lapentti F. López      |
| 2004  | 1/8 de finale R. Štěpánek | A. Sá F. Saretta       | 2e tour (1/16) K. Beck      | G. Etlis M. Rodríguez       | 1/8 de finale R. Štěpánek  | W. Arthurs P. Hanley    | 1er tour (1/32) R. Štěpánek | M. Llodra F. Santoro      |
| 2005  | —                         | —                      | 1er tour (1/32) P. Pála     | M. Damm M. Hood             | 1er tour (1/32) P. Pála    | J. Hernych T. Zíb       | 1er tour (1/32) T. Cibulec  | J. Erlich A. Ram          |
| 2006  | —                         | —                      | 1er tour (1/32) T. Berdych  | I. Ljubičić U. Vico         | 1er tour (1/32) T. Cibulec | J. Björkman M. Mirnyi   | —                           | —                         |

N.B. : le nom du ou de la partenaire se trouve sous le résultat ; le nom des ultimes adversaires se trouve à droite.

### En double mixte
| Année | Open d'Australie | Open d'Australie | Internationaux de France | Internationaux de France | Wimbledon                    | Wimbledon                 | US Open | US Open |
| ----- | ---------------- | ---------------- | ------------------------ | ------------------------ | ---------------------------- | ------------------------- | ------- | ------- |
| 2001  |                  |                  |                          |                          | 3e tour (1/8) Miriam Oremans | D. Hantuchová Leoš Friedl |         |         |

N.B. : le nom de la partenaire se trouve sous le résultat ; le nom des ultimes adversaires se trouve à droite.

## Parcours dans lesMasters 1000
| Année | Indian Wells           | Miami                      | Monte-Carlo               | Rome                       | Hambourg                     | Canada                     | Cincinnati                | Stuttgart puis Madrid       | Paris                       |
| ----- | ---------------------- | -------------------------- | ------------------------- | -------------------------- | ---------------------------- | -------------------------- | ------------------------- | --------------------------- | --------------------------- |
| 1996  | 1er tour S. Edberg     | —                          | 2e tour M. Ríos           | —                          | —                            | 2e tour W. Ferreira        | —                         | —                           | —                           |
| 1997  | 2e tour C. Moyà        | 2e tour W. Ferreira        | —                         | —                          | —                            | —                          | 1/8 de finale S. Bruguera | —                           | —                           |
| 1998  | —                      | 1er tour G. Raoux          | —                         | —                          | —                            | —                          | —                         | —                           | —                           |
| 1999  | 1er tour J.-M. Gambill | 1er tour S. Schalken       | 1/8 de finale A. Costa    | —                          | 1/8 de finale A. Di Pasquale | 1/8 de finale P. Rafter    | 1/8 de finale A. Agassi   | 1/8 de finale T. Martin     | 1er tour F. Clavet          |
| 2000  | 1er tour S. Grosjean   | 3e tour G. Pozzi           | 2e tour C. Pioline        | 2e tour À. Corretja        | 1er tour C. Pioline          | 1/2 finale H. Levy         | 2e tour F. Squillari      | 1er tour A. Costa           | 1er tour C. Woodruff        |
| 2001  | —                      | 1er tour G. Ivanišević     | 1er tour A. Martín        | —                          | —                            | 1er tour J. C. Ferrero     | 2e tour J.-M. Gambill     | 1/8 de finale I. Kafelnikov | 1/4 de finale I. Kafelnikov |
| 2002  | 2e tour J.-M. Gambill  | 3e tour N. Lapentti        | 1/8 de finale S. Grosjean | 1/2 finale A. Agassi       | 1/8 de finale L. Hewitt      | 1/2 finale A. Roddick      | 1er tour R. Krajicek      | Finale A. Agassi            | 2e tour A. Pavel            |
| 2003  | 2e tour R. Ginepri     | 2e tour N. Lapentti        | 2e tour J. I. Chela       | 1/8 de finale R. Schüttler | 1er tour M. Youzhny          | 1/8 de finale R. Schüttler | 1er tour G. Rusedski      | 1/8 de finale J. I. Chela   | 1/2 finale A. Pavel         |
| 2004  | 3e tour M. Fish        | 3e tour F. González        | 1er tour T. Dent          | 1/4 de finale A. Costa     | 1er tour F. Mayer            | 2e tour L. Hewitt          | 1er tour M. Safin         | 2e tour T. Haas             | 2e tour M. Youzhny          |
| 2005  | 3e tour A. Roddick     | 1/8 de finale T. Johansson | 2e tour J. C. Ferrero     | 1er tour M. Safin          | 1/8 de finale A. Seppi       | 2e tour D. Hrbatý          | 1er tour K. Beck          | 1er tour A. Martín          | 1er tour T. Berdych         |
| 2006  | —                      | —                          | —                         | 1er tour S. Galvani        | 1er tour T. Robredo          | —                          | —                         | —                           | —                           |

N.B. : sous le résultat se trouve le nom de l’ultime adversaire.